# Edith Rose Woodford-Grimes
Edith Rose Woodford-Grimes (* 18. Dezember 1887 in Malton, North Yorkshire; † 1975 in Welwyn, Hertfordshire) war eine britische Wiccan, die allgemein bekannt wurde als die früheste Anhängerin des Wicca-Glaubens. Sie war Mitglied des New Forest Coven, der während der späten 1930er Jahre und der frühen 1940er Jahre Zusammenkünfte hatte. Dadurch wurde sie eine Freundin und Arbeitspartnerin von Gerald Gardner, der die  Gardnerische Wicca-Tradition mit ihrer Hilfe begründete. Allgemein unter ihrem Spitznamen Dafo bekannt, war ihre Beteiligung lange Zeit ein Geheimnis geblieben. Erst in den späten 1990er Jahren wurde ihre Rolle in der Geschichte des Wicca durch Historiker untersucht und ihre wahre Identität aufgedeckt.
Der Grund für ihren Spitznamen Dafo ist unbekannt; der Forscher Philip Heselton vermutet dahinter nicht ihren Hexennamen, sondern einen Spitznamen, der ihr von Gardner gegeben wurde und vielleicht auf dessen Erfahrungen in Asien beruht, weil gewisse Buddha-Statuen so genannt wurden.

## Werdegang bis 1938
Woodford-Grimes wurde geboren als Edith Rose Wray in einem Haus in Malton, North Yorkshire, am 18. Dezember 1887. Ihr Vater, William Henry Wray, war ein Werkzeugmacher bei der örtlichen Hafenverwaltung, ihre Mutter war Caroline Wray, geborene Harrison. Über ihre Kindheit und Jugend ist nichts bekannt. Sie wurde Lehrerin für Englisch, Dramaturgie und Musik und war später Angestellte des London College of Music und der London Academy of Music and Dramatic Art.
Am 16. Juni 1920 heiratete sie Samuel William Woodford Grimes, einen 1880 in Bangalore, Indien geborenen Engländer, der zu der Zeit als Schreiber im Kriegspensionsbüro in Southampton arbeitete. Anschließend nahm sie seinen Familiennamen Grimes an und entschied dabei, seinen dritten Vornamen mit einem Bindestrich voranzustellen (Woodford-Grimes). Forscher Philip Heselton bemerkte später: „Dies dürfte reiner Snobismus gewesen sein oder sie dürfte gefühlt haben, dass es sich eleganter und exklusiver anhört.“ Bald nach der Eheschließung zog das Paar in ein neu gebautes Haus in der Osborne Straße 67 in Portswood, einer Vorstadt von Southampton im südlichen England. Dann kam am 30. Juni 1921 Rosanne, ihr erstes und einziges Kind auf die Welt. Bereits 1924 nahm sie wieder eine Anstellung als Tutorin für Englisch und Dramaturgische Literatur an, die sie bis 1934 fortsetzte. Ab 1924 begann sie auch, Rhetorik und Dramaturgie auf Abendkursen der Southamptoner Unterrichtsbehörden zu lehren. Schließlich hatte sich die Beziehung zwischen dem Paar auseinander gelebt, sie blieben verheiratet (zur damaligen Zeit war eine Scheidung sehr schwierig), aber sie zog 1938 nach Christchurch, Hampshire. Hier kaufte sie sich einen neu gebauten Bungalow in der Dennistoun Allee, Somerford, und begann, als private Lehrerin für Rhetorik und Dramaturgie zu arbeiten. In Christchurch bekam sie Kontakt mit einer esoterischen Gruppe, dem Rosicrucian Order Crotona Fellowship (Orden der Rosenkreuzer Crotona Kameradschaft). Sie interessierte sich zunehmend für deren Philosophien und Praxis und entschied, ihren Bungalow „Theano“ zu nennen, nach dem Namen der Ehefrau des altgriechischen  Philosophen Pythagoras. Sie selbst hatte auch die Rolle der Theano in einem Theaterstück um Pythagoras gespielt, das vom Leiter der Gruppe George Alexander Sullivan geschrieben worden war.

## Verbindungen mit Wicca ab 1939
Durch ihre Mitwirkung im Rosicrucian Order Crotona Fellowship (Orden der Rosenkreuzer Crotona Kameradschaft) bekam Edith Rose Woodford-Grimes Kontakt mit einer weiteren örtlichen esoterischen Gruppe, die sich New Forest Coven nannte, einer der ältesten Wiccan Coven, die noch existieren. Diese Mitglieder haben sich dem Erhalt und der Fortsetzung eines historischen Hexenkults verschrieben, den sie als "Alte Religion" bezeichneten; eine alte Religion, welche von der Anthropologin Margaret Murray in mehreren Büchern, herausgegeben in den 1920er Jahren und den 1930er Jahren, beschrieben worden ist. Bisherige Untersuchungen und Nachforschungen von Historikern konnten hierzu keinen Nachweis erbringen; sie vermuten deshalb, dass der New Forest Coven eine Gruppe ist, die erst in den frühen 1930er Jahren gegründet worden war.
Später zogen Rosanne und ihr Ehemann in den Bungalow von Woodford-Grimes ein, während Edith Woodford-Grimes selbst noch einmal umzog nach Avenue Cottage in Walkford, ein Dorf neben Highcliffe, wo Gardner und seine Ehefrau Donna gelebt haben. Gardner sagte später über die Veröffentlichung seiner zwei Bücher über Hexerei, dass er von den Hexen, die er damals kannte, die Erlaubnis für die Veröffentlichung erhalten habe. Deshalb wird allgemein angenommen, dass dies ein versteckter Hinweis auf Dafo war, welche erheblich öffentlichkeitsscheuer war als Gardner selbst. In den späten 1940er Jahren hat Gerald Gardner den Bricket Wood Coven gegründet, dem sich auch Dafo anschloss. 1952 hat sie aber diesen Coven verlassen, da sie durch die wachsende Publizität von Gardner befürchtete, enttarnt zu werden.
Im Winter 1952 lud Gardner Doreen Valiente ein, ihn und Dafo in Dafos Haus zu treffen. Sie haben sich dann hier zu mehreren  Gelegenheiten getroffen und im Hochsommer 1953 weihte Gardner dann Valiente in das Hexenhandwerk ein (Initiation). Anschließend brachen die drei nach Stonehenge auf, wo sie einem Ritual der Neo-Druiden beiwohnten.
Ab 1954 wohnte Dafo mit ihrer streng christlichen Nichte zusammen, die Okkultismus und Hexerei missbilligte. Dafo hielt daher ihre von Hexerei geprägte Vergangenheit vor ihrer Familie strikt geheim. 1958 nahmen drei getrennte Gruppen von Hexen mit ihr Kontakt auf und baten sie, die Ansprüche von Gardner zu beglaubigen. Dafo hat auf zwei von diesen nicht geantwortet und der dritten Gruppe nur mitgeteilt, dass sie nur rein theoretisches Interesse an der Hexerei hatte und sich nie beteiligt habe.
Der Historiker Ronald Hutton schrieb 1999 in seinem Buch The Triumph of the Moon: A History of Modern Pagan Witchcraft, dass er nie die Vergangenheit von Dafo erforscht hätte, weil sie dies abgelehnt habe, da die meisten ihrer Verwandten strenge Christen waren.

## Vermächtnis
Woodford-Grimes hinterließ ein dauerndes Vermächtnis im Wiccan und der größeren neopaganen Gemeinschaft, die sie als eine der frühesten bekannten Anhängerinnen ihres Glaubens anerkennen. Weil sie zu Lebzeiten nie öffentlich bekannt wurde und auch bis zum Lebensende jeglichen Kontakt zur Hexerei abgestritten hatte, konnte ihre wahre Identität erst mehrere Jahrzehnte nach ihrem Tod aufgedeckt werden. Nichtsdestoweniger wurde später ihre Mitgliedschaft im New Forest Coven unter ihrem Pseudonym Dafo bekannt; eine der frühesten Quellen war die 1969 erschienene Biografie von June Johns von Alex Sanders, King of the Witches, in dem ihr Pseudonym irrtümlich als „Daffo“ falsch buchstabiert wurde.
Seitdem ihre Identität offenbart wurde, ist sie in Wiccan-Kreisen gut bekannt, zum Beispiel hat der neopagane Barde Francis Cameron eine prosaische Interpretation ihres Lebens geschrieben: „Dafo's Tale“ („Die Erzählung von Dafo“), vorgetragen auf der Konferenz „The Charge of the Goddess conference 2010“ in der Conway Hall in London.